# Cezay
Cezay – miejscowość i gmina we Francji, w regionie Owernia-Rodan-Alpy, w departamencie Loara.
Według danych na rok 1990 gminę zamieszkiwało 171 osób, a gęstość zaludnienia wynosiła 16 osób/km² (wśród 2880 gmin regionu Rodan-Alpy Cezay plasuje się na 1452. miejscu pod względem liczby ludności, natomiast pod względem powierzchni na miejscu 1068).